# Wirsing (Familie)

Wappen (Łagoda) der Wirsing (Wierzynek) seit dem 16. Jahrhundert

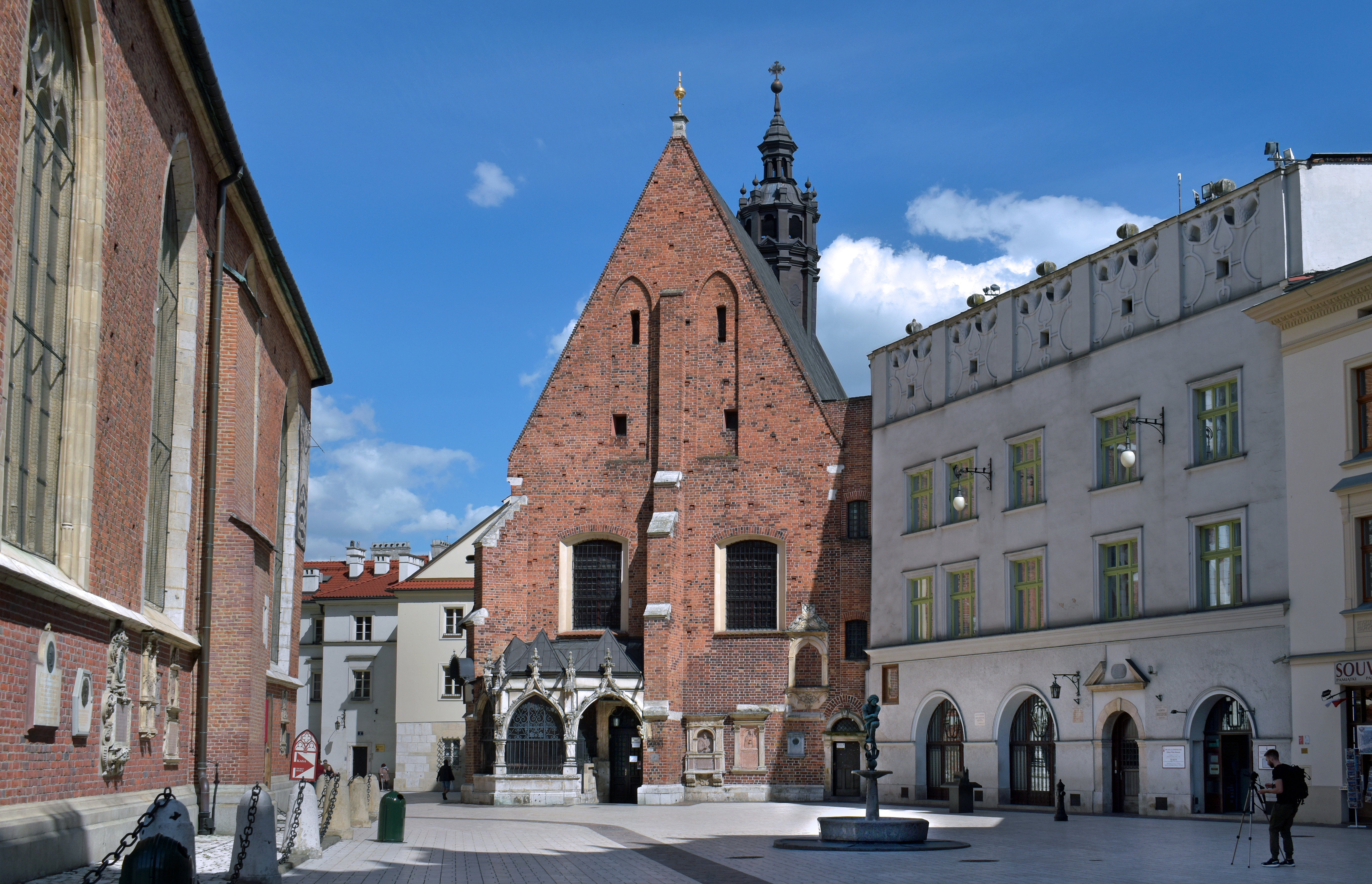
St. Barbara von Nikolaus Wierzynek dem Älteren gestiftet

Die Familie Wirsing (polnisch Wierzynkowie) war ein deutschstämmiges Patrizier-Geschlecht aus Krakau, das eine bedeutende Rolle in der Geschichte des Königreichs Polen im 14. und 15. Jahrhundert spielte.
Eine Verwandtschaft mit dem oberlausitzisch-sächsischen Adelsgeschlecht Wirsing ist nicht belegt.

## Geschichte
Mitglieder der Familie Wirsing waren Ratsherren, Kaufleute, Bankiers, Diplomaten, Stifter, Vögte und Verwalter der polnischen Könige. Sie zählten zu den reichsten und einflussreichsten Patriziern in Krakau im 14. Jahrhundert. Nikolaus Wirsing der Ältere ist seit 1316 In Krakau nachweisbar. Er stammte höchstwahrscheinlich aus dem deutschsprachigen Raum, der Familienname lautete latinisiert Verincus. Sein Sohn Nikolaus Wirsing der Jüngere war ebenfalls Krakauer Ratsherr, Kaufmann, Diplomat und Bankier. Beide waren mit dem Hof der letzten Piasten verbunden. Nikolaus Wirsing der Jüngere organisierte 1364 den Kongress von Krakau, eine Zusammenkunft zahlreicher gekrönter Häupter in Krakau, u. a. Kaiser Karls IV., Kasimirs III. von Polen, Ludwigs I. von Ungarn, Peters I. von Zypern sowie zahlreicher anderer Fürsten. Auch Konrad II. von Oels belehnte die Familie Wirsing 1402 mit Rechten in seinem Herzogtum. 1406 wurde Andreas Wirsing, der Enkel von Nikolaus Wirsing dem Jüngeren, der Veruntreuung von Geldern der Stadt Krakau beschuldigt und hingerichtet. Sein Sohn Nikolaus Wirsing stiftete an der Hinrichtungsstätte die St.-Gertrud-Kirche. Nach der Familie ist das Restaurant „Wierzynek“ am Krakauer Marktplatz benannt, in dem das Festmahl aus Anlass des Krakauer Kongresses stattgefunden haben soll.

## Wappen
Blasonierung des Wappens von Łagoda (ab 16. Jahrhundert): Von Rot und Silber geteilt. Auf dem gekrönten Helm mit rot-silbernen Helmdecken drei silberne Straußenfedern.
Vor dem 16. Jahrhundert stellte sich das Wappen von Łagoda leicht anders dar:

Wappen von Łagoda in der Originalversion (Siegel von Nikolaus Wirsing dem Älteren, 1359)
Übergangsversion des Wappens von Łagoda (15. Jahrhundert)